# 도요치촌
도요치촌(豊地村)은 미에현 이치시군에 있던 촌이다. 현재의 마쓰사카시 중동부에 해당한다.

## 역사
- 1889년 4월 1일 - 정촌제 시행에 의해 이치시군 도요치촌이 성립하였다.
- 1955년 3월 15일 - 나가사토촌, 나카가와촌, 도요다촌, 나라하촌, 우키자토촌의 일부와 합병해 우레시노정이 성립하여, 동일 도요치촌은 폐지되었다.

## 교통

### 도로
현재 구촌 지역에는 이세자동차도 우레시노 휴게소 및 이치우레시노 나들목 부지의 일부가 위치하고 있지만, 당시에는 미개통 상태였다. 

## 참고문헌
- 角川日本地名大辞典 24 三重県